# Președintele Azerbaidjanului
Președintele Republicii Azerbaidjan este șeful statului Azerbaidjan.
Constituția prevede că președintele va fi întruchiparea puterii executive, comandant-șef, „reprezentant al Azerbaidjanului în politicile interne și externe” și că „va avea dreptul la imunitate [față de urmărire penală]”. Președintele guvernează prin biroul său executiv, Administrația prezidențială, formată dintr-un grup de secretari și miniștri departamentali. În plus, există un cabinet de miniștri care are grijă de politica economică și socială și un consiliu de securitate care se îngrijește de chestiuni externe, militare și judiciare.
Printre consilierii militari șefi ai președintelui Azerbaidjanului s-au numărat gen. Nuraddin Sadykhov (1993-1999), gen. Tofig Aghahuseynov (1997-2002) și gen. Vahid Aliyev (din aprilie 2002).
Printre agențiile subordonate direct președintelui se află Serviciul Special de Stat de Protecție.
Conform Constituției Azerbaidjanului, aceeași persoană poate avea un număr nelimitat de mandate de președinte.
Ilham Aliyev, fiul fostului președinte, Heydar Aliyev, a fost ales ca al patrulea și actualul președinte pe 31 octombrie 2003, după demisia tatălui său din cauza stării sale de sănătate.

## Procesul de selecție

### Eligibilitate
Candidații pentru această funcție trebuie să fie cetățeni azeri fără restricții de vârstă și să locuiască în Azerbaidjan de cel puțin 10 ani.

### Alegeri
Fiecare facțiune din Adunarea Națională are dreptul de a desemna un candidat la alegerile prezidențiale. Numărul minim de semnături pentru un candidat la președinție prezentat de un partid politic fără reprezentare parlamentară este de 40.000, înainte de modificări ale legii.

## Mandat
Înainte de 2009, mandatul era de cinci ani, cu maximum două mandate. Un referendum în 2009 a eliminat limita numărului de mandate, iar în 2016, un alt referendum a mărit termenul la șapte ani. Potrivit administrației azere, un termen mai lung ar asigura o continuitate mai mare în luarea deciziilor. Comisia de la Veneția, printre ai cărei membri se numără și Azerbaidjanul, a avertizat că această dispoziție, precum alte dispoziții ale referendumului, îi confereau președintelui o autoritate „fără precedent” și că ar putea tulbura grav echilibrul de putere. 

## Însemne
După depunerea jurământului de către președintele ales, aceste însemne următoare sunt predate președintelui. Acestea sunt utilizate pentru a afișa rangul biroului său și sunt utilizate în ocazii speciale.

### Stindard (pavilion)
Stindardul este o versiune pătrată a drapelului azer, cu stema azeră amplasată în centru. Stindardul are franj auriu. Copii ale stindardului sunt utilizate în biroul său, în alte agenții de stat și în timp ce președintele călătorește într-un vehicul în Azerbaidjan. O versiune cu raportul 2:3 este utilizată atunci când președintele este pe mare. Acesta este cel mai folosit simbol pentru a desemna prezența președintelui azer.

## Puteri și îndatoriri

### Garant al Constituției
În calitate de garant al Constituției și al întregului sistem de drept constituțional, președintele se asigură că constituțiile, legile și reglementările din teritoriile constitutive ale Azerbaidjanului sunt pe deplin conforme cu Constituția țării și cu legile federale.

### Politică externă
Președintele este învestit cu drepturi extinse de implementare a politicii externe a statului. Președintele stabilește poziția Azerbaidjanului în afaceri internaționale și reprezintă statul în relațiile internaționale, conduce negocieri și semnează documente de ratificare.

## Reședințe
Reședința principală a președintelui activ este clădirea prezidențială (cunoscută și sub numele de aparatul prezidențial) de pe strada Istiglaliyyat din Baku.
Reședința actuală (din 2008) a președintelui este Zagulba (în azeră Zaqulba).
De asemenea, președintele are mai multe reședințe de vacanță în afara orașului Baku.

## Președinții Republicii Azerbaidjan (1991 –prezent)
| Nr. | Președinte (n.–d.) | Președinte (n.–d.)                                        | Mandat            | Mandat            | Mandat | Partid politic                | Guvern           | Alegeri             | Ref    |
| Nr. | Portret            | Nume                                                      | De la             | Până la           | Zile   | Partid politic                | Guvern           | Alegeri             | Ref    |
| --- | ------------------ | --------------------------------------------------------- | ----------------- | ----------------- | ------ | ----------------------------- | ---------------- | ------------------- | ------ |
| 1   |                    | Ayaz Mutallibov azeră Ayaz Mütəllibov (n. 1938)           | 30 august 1991    | 6 martie 1992     | 189    | Nici unul                     | 1. Mütəllibov II | 1991                |        |
| -   |                    | Yagub Mammadov (interimar) azeră Yaqub Məmmədov (n. 1941) | 6 martie 1992     | 14 mai 1992       | 69     | Nici unul                     | —                | —                   | [ 8 ]  |
| (1) |                    | Ayaz Mutallibov azeră Ayaz Mütəllibov (n. 1938)           | 14 mai 1992       | 18 mai 1992       | 4      | Nici unul                     | Mütəllibov II    | —                   |        |
| 2   |                    | Isa Gambar (interimar) azeră İsa Qəmbər (n. 1957)         | 19 mai 1992       | 16 iunie 1992     | 28     | Partidul Frontul Popular Azer | —                | —                   | [ 9 ]  |
| 2   |                    | Abulfaz Elchibey azeră Əbülfəz Elçibəy (1938–2000)        | 16 iunie 1992     | 1 septembrie 1993 | 442    | Partidul Frontul Popular Azer | 2. Elçibəy I     | 1992                | [ 10 ] |
| 3   |                    | Heydar Aliyev azeră Heydər Əliyev (1923–2003)             | 3 octombrie 1993  | 31 octombrie 2003 | 3680   | Partidul Noul Azerbaidjan     | 3. H.Əliyev II   | 1993 1998           | [ 11 ] |
| 4   |                    | Ilham Aliyev azeră İlham Əliyev (n. 1961)                 | 31 octombrie 2003 | în funcție        | 7961   | Partidul Noul Azerbaidjan     | 6. İ.Əliyev I    | 2003 2008 2013 2018 | [ 12 ] |